# Polityka broni w Szwajcarii

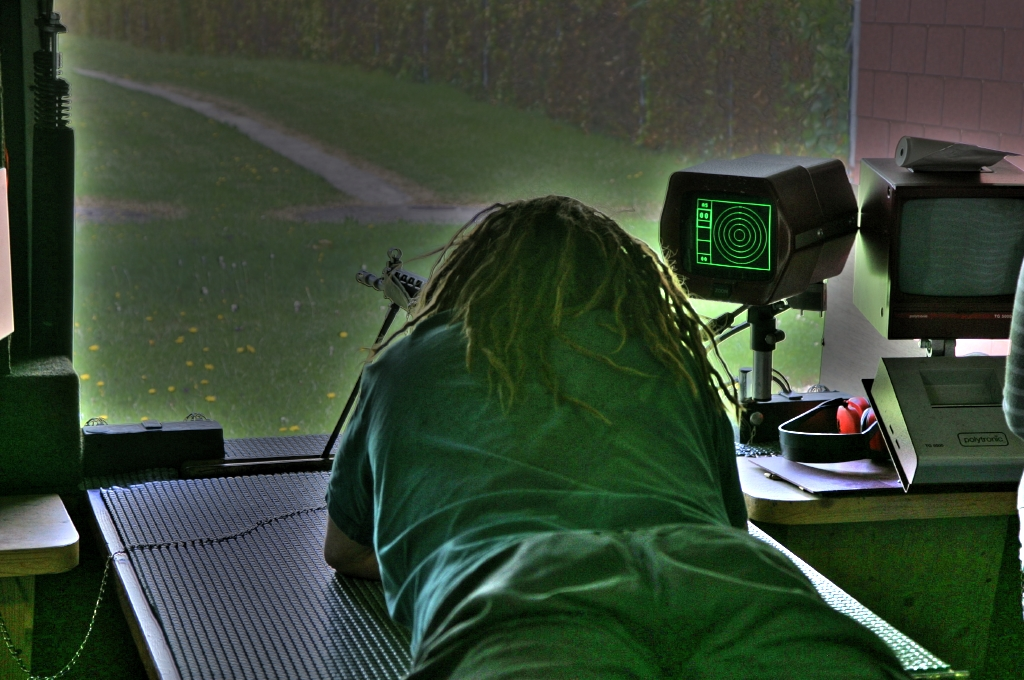
Obywatel odbywający coroczne obowiązkowe szkolenie

Szwajcarska polityka broni jest wyjątkowa w Europie. Większość armii trzyma swoją broń we własnych domach jako swój obowiązek spełnienia służby wojskowej. Szwajcaria ma więc jeden z najwyższych współczynników dotyczących posiadania broni przez obywateli.
W ostatnim czasie zauważalna jest tendencja do zwiększania przepisów ograniczających dostęp do broni, choć wynik referendum z lutego 2011 r. unieważnił proponowane zmiany.
Armia szwajcarska praktycznie nie posiada pełnoetatowych żołnierzy, mimo to jest w stanie przeprowadzić pełną mobilizację w ciągu 72 godzin.

## Broń związana z wojskiem

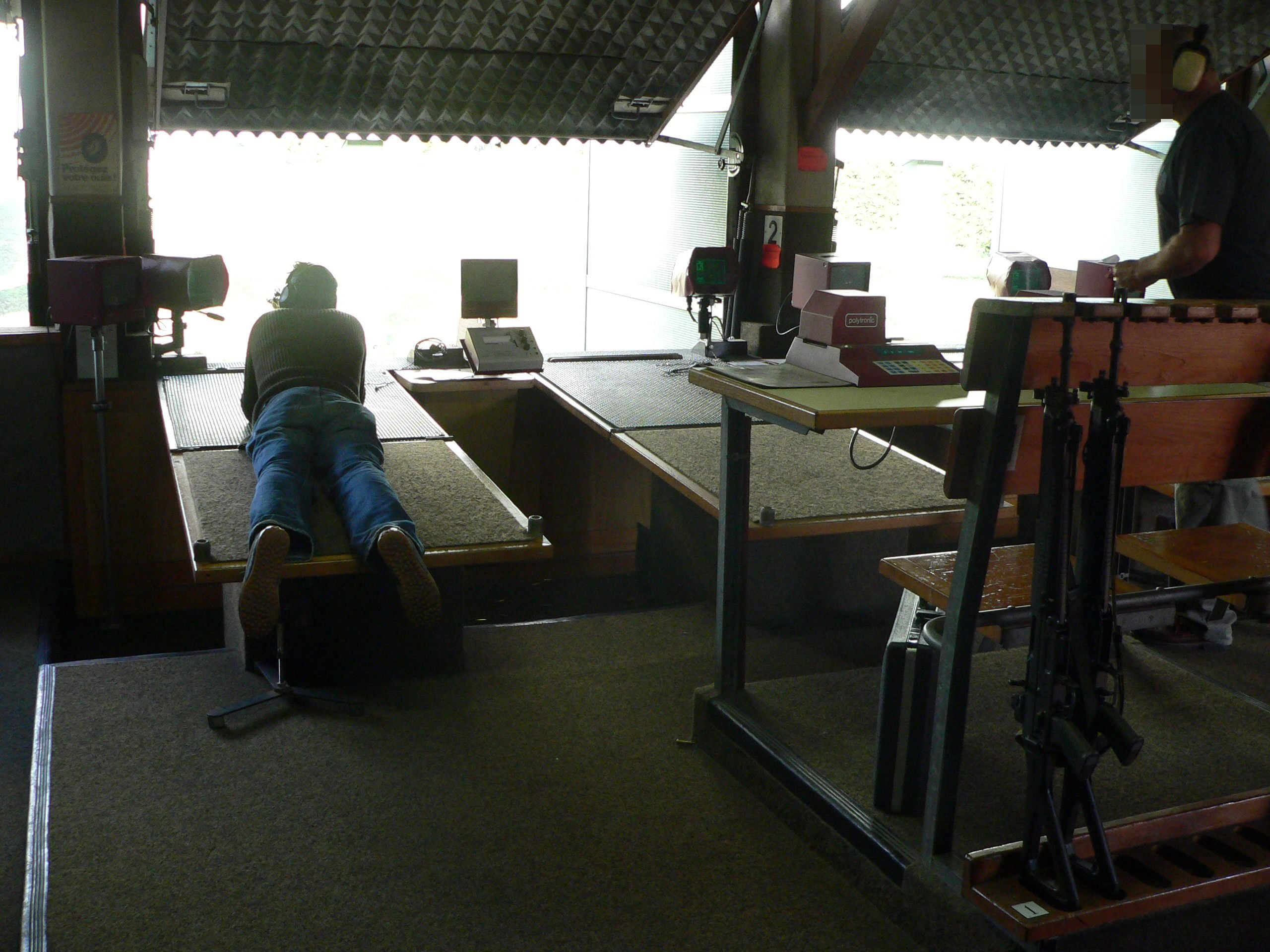
Społeczność strzelecka w Szwajcarii. Ludzie przychodzą na takie strzelnice aby spełnić swój coroczny wojskowy obowiązek lub postrzelać dla sportu czy w zawodach

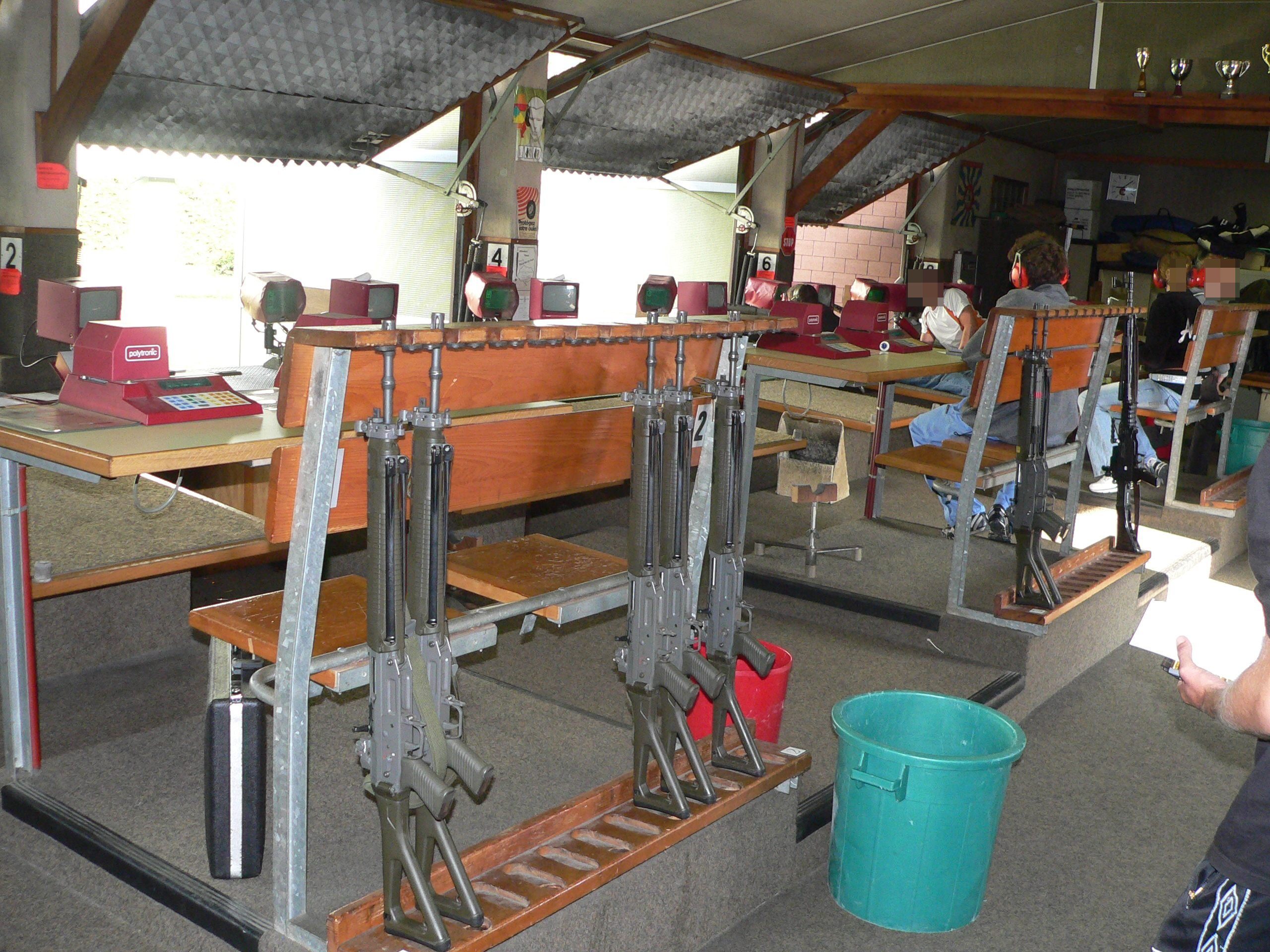
Szwajcarska strzelnica

Armia szwajcarska od długiego czasu opiera się na milicji, czyli powoływaniu do wojska każdego mężczyzny od 20. do 30. roku życia. Rekrut taki odbywa trzytygodniowe szkolenie, gdzie uczy się posługiwania bronią – dziś jest to karabin 5,56 × 45 mm SIG 550 i/lub samopowtarzalny pistolet 9 mm SIG P220 dla oficerów i sanitariuszy. Do października 2007 roku wydawane były również zestawy nabojów 50 szt. × 5,56 mm lub 48 szt. × 9 mm, opieczętowane i sprawdzane regularnie czy nie doszło do naruszenia paczki z nabojami bez zgody wojska. Amunicja ta mogłaby zostać użyta przez wszystkich dorosłych mieszkańców do obrony kraju podczas niespodziewanej inwazji na Szwajcarię.
W październiku 2007 roku Szwajcarska Rada Związkowa zadecydowała, że należy zaprzestać dystrybucji nabojów dla wszystkich żołnierzy, a obecna liczba powinna być zwrócona. Do marca 2011 roku ponad 99% nabojów zostało zwrócone. Dziś już tylko członkowie policji i sił specjalnych mogą posiadać w domu amunicję służbową.
Gdy okres rezerwy kończy się, żołnierz ma prawo zatrzymać swoją własną broń i inne rzeczy ze swojego ekwipunku. W razie zatrzymania broń trafia do wytwórcy, gdzie zablokowywana jest jej funkcja ognia ciągłego i staje się bronią samopowtarzalną.
Rząd szwajcarski sponsoruje ćwiczenia oraz zawody strzeleckie, zachęcane są zarówno kobiety, jak i mężczyźni.
Sprzedaż amunicji, włączając naboje Gw Pat.90 do karabinów Sig, jest subwencjonowana przez rząd Szwajcarii. Dostępna jest też na wielu strzelnicach, zarówno wojskowych, jak i prywatnych. Amunicja kupiona na strzelnicy nie może jej opuścić.
Armia szwajcarska dość mocno egzekwuje prawo użycia broni. W 2005 roku skazani rekruci odtwarzający sceny tortur z więzienia w Abu Ghraib usłyszeli m.in. zarzut niewłaściwego wykorzystania broni służbowej.
W 2001 roku obywatel Szwajcarii Friedrich Leibacher wszedł do regionalnego budynku parlamentu i zastrzelił w nim 14 osób przed dokonaniem samobójstwa. Nie był to jego wojskowy karabin, lecz wersja prywatna oparta na wojskowej.

## Ilość broni w obiegu
Statystyki z 2001 roku wskazują, że w szwajcarskich domach jest około 420 000 karabinów automatycznych, głównie SIG 550. Zanotowano 320 000 karabinów samopowtarzalnych i pistoletów wykluczonych ze służby wojskowej. Niecały milion karabinów zakwalifikowanych jest jako „mała broń”. Całkowita ilość broni w Szwajcarii szacowana jest na 1,2 do 3 milionów egzemplarzy.

## Noszenie broni

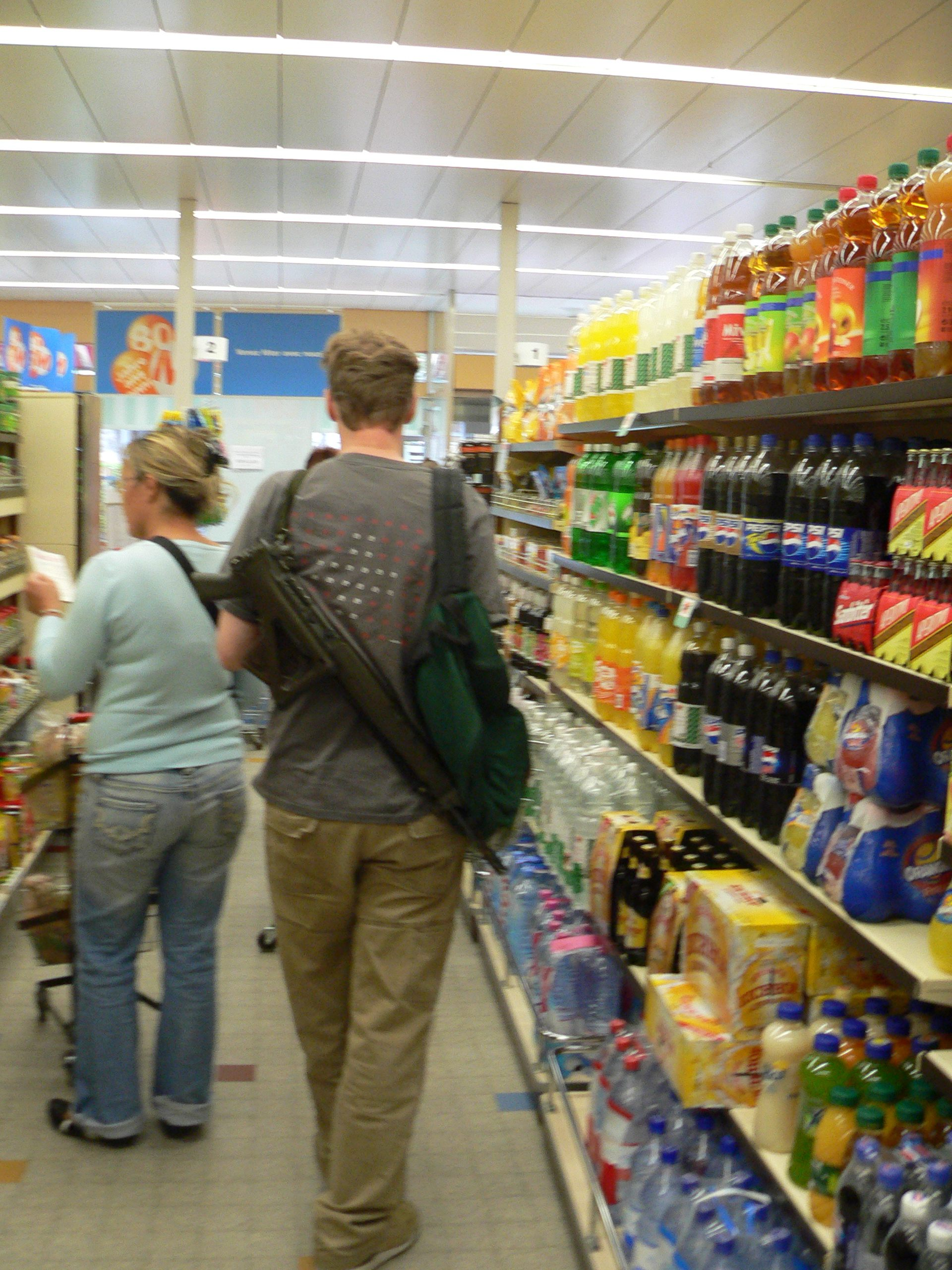
Rekrut wraz ze swoim karabinem

Noszenie broni w miejscach publicznych i na zewnątrz wymaga Waffentragschein, czyli przepustki na posiadanie broni – jest ona w większości wydawana tylko osobom prywatnym pracującym w ochronie.
Dość powszechnym widokiem na ulicy jest jednak osoba udająca się na odbycie ćwiczeń wojskowych ze swoim karabinem na ramieniu. W tym przypadku, broń nie może być jednak załadowana i nie jest wymagane specjalne pozwolenie.

### Warunki uzyskania pozwolenia na noszenie załadowanej broni
Istnieją trzy warunki:
- Spełnienie warunków na zakup pozwolenia (patrz sekcja poniżej).
- Przekonanie o potrzebie posiadania broni palnej do ochrony siebie, innych lub własności przed sprecyzowanym zagrożeniem.
- Zdanie egzaminu dowodzącego znajomość obsługi broni oraz wiedzy na jej temat.

Pozwolenie na broń jest ważne przez 5 lat (jeśli nie zostanie wycofane lub zawieszone) i dotyczy tylko tego typu broni na który zostało wydane. Myśliwi i strażnicy przyrody wykorzystujący broń do celów łowieckich nie muszą posiadać powyższego pozwolenia. Tak samo pozwolenie to nie jest wymagane w przypadku przewożenia broni na teren klubu, strzelnicy, do rusznikarza, czy sklepu z bronią, o ile amunicja jest przewożona oddzielnie.

### Przewóz broni
Broń może być publicznie przewożona, gdy spełniony jest szereg wymagań:
- Amunicja musi być oddzielona od broni, tzn. brak nabojów w magazynku.
- Transport musi być docelowy, to znaczy:
  - Na ćwiczenia i kursy strzelectwa, myślistwa lub ćwiczeń wojskowych,
  - Do zbrojowni lub z powrotem,
  - Do właściciela ważnego pozwolenia na broń lub od niego,
  - Na konkretne zdarzenie, np. pokazy broni strzeleckiej[10].

## Kupno broni

### Warunki zgodne z aktem z 1999
- Aby nabyć broń w sklepie komercyjnym nabywca musi posiadać Waffenerwerbsschein, czyli pozwolenie na zakup trzech sztuk broni. Każda osoba powyżej 18 roku życia, która nie jest psychicznie upośledzona lub uznana za stwarzającą niebezpieczeństwo i nie figurująca w systemie sądowniczym może ubiegać się o takie pozwolenie.
- Do kupna broni od osoby prywatnej pozwolenie nie jest niezbędne, ale sprzedający jest zobowiązany mieć pewność, że kupujący spełnia warunki wspomniane powyżej. Zazwyczaj dokonuje tego poprzez złożenie wniosku o sprawdzenie kupującego w kartotekach sądowniczych. Strony takiej umowy sprzedaży są zobowiązane do spisania pisemnego kontraktu opisującego pochodzenie zarówno kupującego, jak i sprzedawcę, rodzaj broni, producenta i numer seryjny. Prawo wymaga posiadania pisemnych kontraktów przez obie strony na okres 10 lat. Sprzedający jest również zobowiązany do sprawdzenia oficjalnego dowodu tożsamości nabywcy, do takiego kontraktu trzeba posiadać szwajcarski dokument tożsamości lub czasowego pobytu. Obywatele niektórych krajów (jak Chorwacja, Bośnia, Macedonia, Turcja, Sri Lanka, Albania czy Algieria) na zasadach czasowego pobytu nie mogą być stroną w takim kontrakcie.
- Po ukończeniu 18. roku życia każda osoba prywatna może kupić broń odprzodową lub odtylcową bez posiadania pozwolenia. Członkowie zarejestrowanych organizacji strzeleckich nie muszą kupować pozwolenia na antyczne rewolwery, a myśliwi nie potrzebują zezwoleń na zakup typowych karabinów myśliwskich.
- Generalnie sprzedaż karabinów maszynowych, broni posiadającej przełącznik ognia i niektórych akcesoriów, takich jak tłumiki jest zakazana (tak jak broni z zablokowanym trybem ognia ciągłego, które można ominąć w łatwy sposób). Kupno takich rzeczy jest legalne dla posiadacza specjalnego dozwolenia wydanego przez policję danego kantonu. Wydanie takiego zezwolenia wymaga spełnienia dodatkowych wymagań, takich jak posiadanie specjalnej szafki na broń.
- Większość amunicji jest dostępnej w oficjalnej sprzedaży, włączając ostrą amunicję do karabinów wojskowych. Kupno nabojów grzybkujących jest dozwolone tylko dla myśliwych. Sprzedaż amunicji jest rejestrowana tylko poprzez zanotowanie sprzedaży wraz z nazwiskiem osoby kupującej.

### Zmiany wyegzekwowane przez układ z Schengen

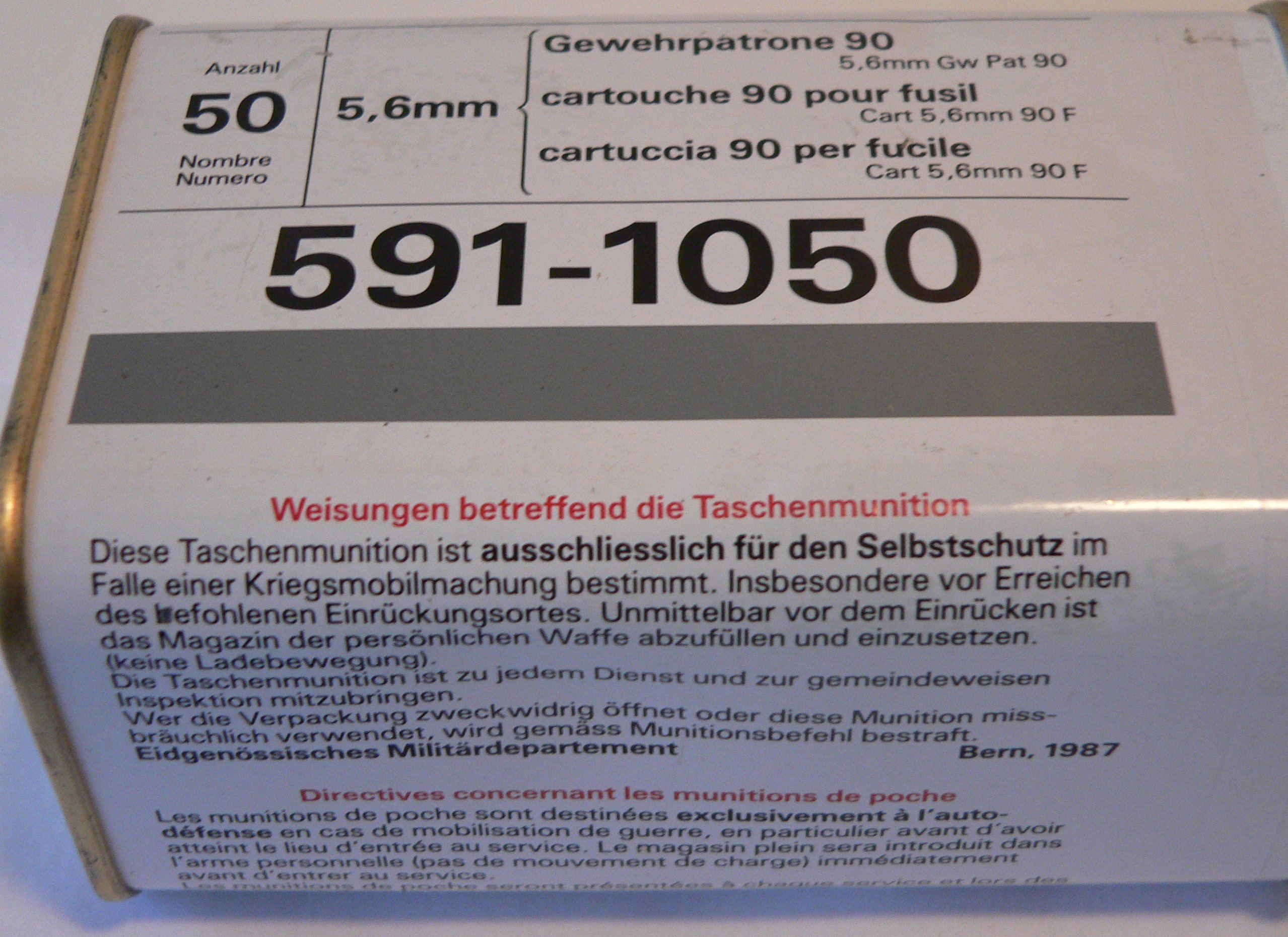
Gotowa amunicja armii szwajcarskiej. Każdy żołnierz wyposażony w karabin Sig 550 otrzymuje 50 nabojów w zamkniętym pudełku, które może zostać otwarte tylko w razie alarmu. Amunicja miała być przechowywana w magazynku broni na wypadek jakiejkolwiek potrzeby jej użycia w drodze z domu do jednostki. Każde użycie poza tym, nawet otwarcie, było ściśle zabronione. Ta praktyka została zaniechana w 2007 roku w związku z zarzutami pod względem bezpieczeństwa

Powyższe zasady zmieniły się 1 grudnia 2008 roku, gdy Szwajcaria przystąpiła do układu z Schengen, gdy wszystkie kraje członkowskie muszą dostosować swoje prawo do prawa wspólnotowego. Począwszy od ustawy Waffengesetz w parlamencie zmienią się następujące rzeczy:
- Bezprawne posiadanie broni będzie karane.
- Handel bronią osób prywatnych będzie wymagał ważnego certyfikatu posiadania broni: ze szwajcarskiego punktu widzenia to radykalne posunięcie drastycznie zmniejszy handel bronią między osobami prywatnymi.
- Każda broń musi posiadać zarejestrowany numer seryjny.
- ASG i imitacje prawdziwej broni również podlegają nowym przepisom
- Tylko jedna broń może być zakupiona za okazaniem pozwolenia za zakup. To może zmniejszyć popyt na relatywnie tanią broń, włączając w to liczne egzemplarze kolekcjonerskie, jak rewolwery armii szwajcarskiej z przełomu XIX/XX wieku.
- Broń pozyskana od osób prywatnych w ciągu ostatnich 10 lat nie posiadająca numeru seryjnego musi zostać zarejestrowana.

Rząd dopłaca do produkcji amunicji dzięki czemu możliwa jest jej sprzedaż po kosztach produkcji. Sprzedaż ostrej amunicji w sklepach prywatnych musi być zarejestrowana w przeciwieństwie do strzelnic (tam kupiona amunicja nie może ich opuścić). Rejestracja polega na zapisaniu imienia i nazwiska podczas zakupu. Amunicja do dużych broni myśliwskich nie jest subwencjonowana i nie podlega kontroli zakupu. Amunicja nie przeznaczona dla wojska lub myśliwych silniejsza od naboju.22 Long Rifle również podlega rejestracji podczas zakupu.

## Strzelanie rekreacyjne
W Szwajcarii strzelanie rekreacyjne jest szeroko rozpowszechnione. Jest to popularna forma spędzania wolnego czasu i wspierana aktywnie przez rząd.
200 000 ludzi uczestniczy w największych na świecie zawodach strzeleckich Feldschiessen.
Broń myśliwska podlega specjalnym prawom – kupno broni nie jest rejestrowane przez sprzedawcę. W ten sposób sprzedawca nie zapisuje sprzedaży myśliwskiej broni .30-06, ale jest zobowiązany sprzedaż karabinu .30-06 M1.
Zgodnie z prawem szwajcarskim każdy obywatel, bądź osoba mająca pozwolenie na pobyt stały powyżej 18 roku życia (z wyłączeniem obywateli wyszczególnionych krajów) może nabyć karabin do użytku w myślistwie, strzelaniu rekreacyjnym oraz sportowym. Ponadto istnieje wiele prywatnych strzelnic, w których wypożyczenie broni bez sprawdzenia dowodu tożsamości jest możliwe.

## Proch strzelniczy

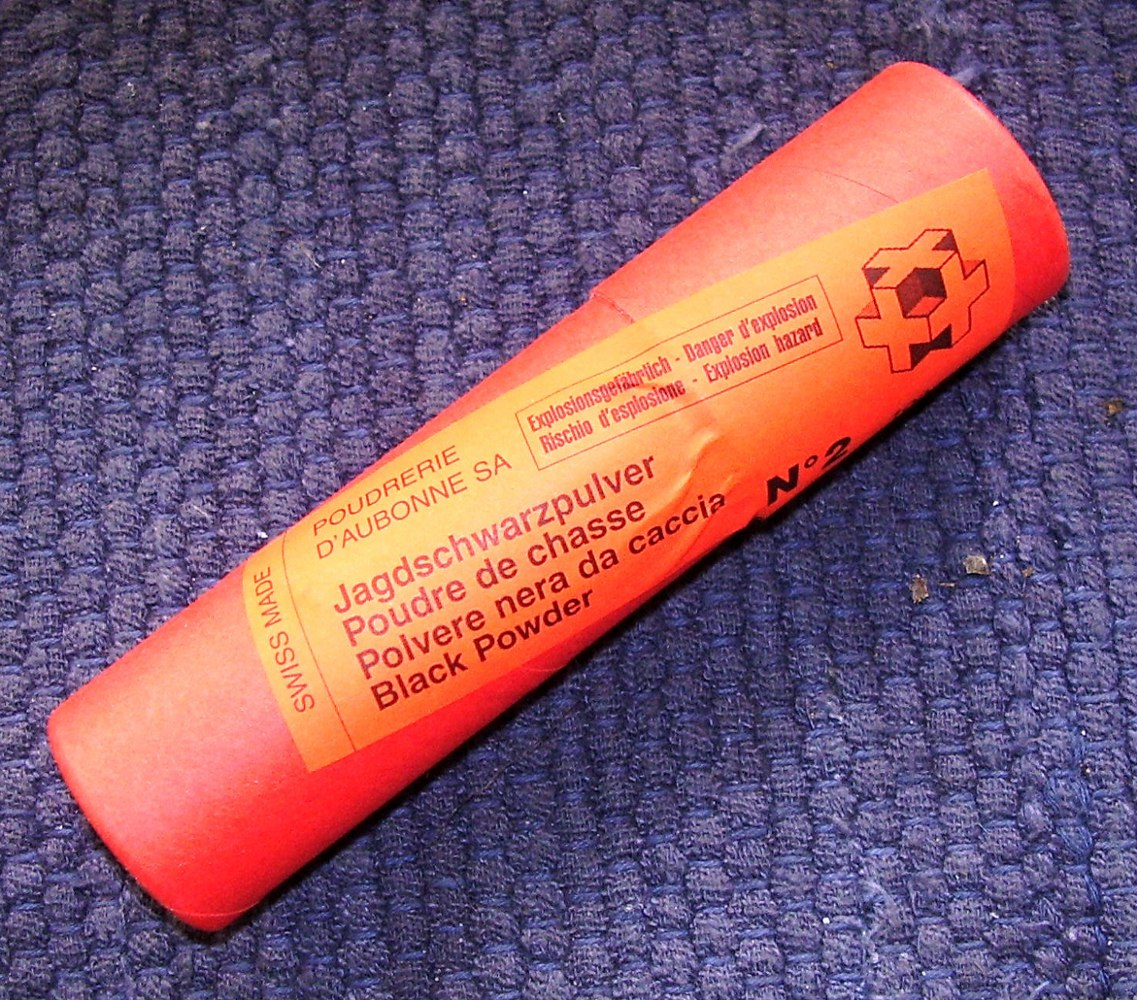
Szwajcarski pojemnik zawierający 100 gramów prochu czarnego

W szwajcarskich sklepach z bronią każdy może kupować proch strzelniczy i jego nowoczesne odpowiedniki do użytku w historycznych strzelbach. Kupujący musi podać sprzedawcy swoje nazwisko i adres.

## Przestępczość z bronią
Policyjne statystyki na rok 2006 wskazują na 34 zabójstwa lub próby zabójstwa z użyciem broni palnej, w porównaniu do 69 zabójstw/prób zabójstwa z użyciem broni białej i 16 zabójstw/prób zabójstwa bez użycia broni. Przypadki napaści powodujące ciężki uszczerbek na zdrowiu wynoszą 89 dla broni palnej i 526 dla broni białej. W 2007 roku Szwajcaria miała 7 600 000 obywateli, co daje 250 000:1, jeśli chodzi o wskaźnik liczby mieszkańców do ilości zarzutów.
Ilość ataków z bronią palną spada od wczesnych lat 90. Większość przestępstw związanych z bronią, włączając w to przemoc domową, jest dokonywanych przy użyciu służbowej broni wojskowej, a większość przestępstw z bronią palną poza przemocą domową dotyczy nielegalnego posiadania broni.